# Podagrion sinense
Podagrion sinense är en stekelart som först beskrevs av Walker 1852.  Podagrion sinense ingår i släktet Podagrion och familjen gallglanssteklar. Inga underarter finns listade i Catalogue of Life.